# كامالا بوس
كامالا بوس (بالإنجليزية: Kamala Bose)‏ هي مغنية وملحنة هندية، ولدت في 26 نوفمبر 1947 في مومباي في الهند، وتوفيت في 16 يونيو 2012.